# Paul Whitehouse
Pour les articles homonymes, voir Whitehouse.
Paul Whitehouse est un acteur, scénariste et producteur britannique né le 17 mai 1958 à Cardiff (Royaume-Uni).

## Filmographie

### comme acteur
- 1990 : The Craig Ferguson Show (TV) : Various Characters
- 1990 : Harry Enfield's Television Programme (série télévisée) : Alf Git / Mike Smash / Lance / Vincent
- 1992 : The Weekenders (TV) : Spencer Pendel
- 1993 : Comic Relief: The Invasion of the Comic Tomatoes (TV) : Nicey
- 1993 : The Smell of Reeves and Mortimer (série télévisée) : Jimmy Lea from Slade (1993-1995)
- 1994 : Smashey and Nicey, the End of an Era (TV) : Mike Smash
- 1994 : Harry Enfield and Chums (série télévisée) : Various Characters
- 1998 : The Fast Show Live (vidéo) : Various roles
- 1998 : Ted & Ralph (TV) : Ted / Rowley Birkin / Kevin Brown
- 1999 : David Copperfield (TV) : Pawnbroker
- 1999 : Robbie le renne (Hooves of Fire) (TV) : Prancer (voix)
- 2000 : Kevin & Perry (Kevin & Perry Go Large) : Bouncer 1
- 2001 : Jumpers for Goalposts (série télévisée) : Ron Manager
- 2001 : Comic Relief: Say Pants to Poverty (TV) : Ted
- 2001 : Happiness (série télévisée) : Danny Spencer
- 2002 : Legend of the Lost Tribe (TV) : Prancer (voix)
- 2003 : The Fast Show Farewell Tour (TV) : Various
- 2004 : The Ultimate Pop Star (TV) : Mike Smash
- 2004 : Harry Potter et le Prisonnier d'Azkaban (Harry Potter and the Prisoner of Azkaban) : Sir Cadogan
- 2004 : Voyage au pays imaginaire (Finding Neverland) : Stage Manager
- 2005 : Help (série télévisée) : Various Roles
- 2005 : Les Noces funèbres de Tim Burton (Corpse Bride) : William Van Dort / Mayhew / Paul The Head Waiter (voix)
- 2010 : Alice au pays des merveilles (Alice in Wonderland) : le Lièvre de Mars (voix)
- 2016 : Alice de l'autre côté du miroir (Alice Trough the Looking Glass) de James Bobin : le Lièvre de Mars (voix originale)
- 2017 : La Mort de Staline (The Death of Stalin) d'Armando Iannucci : Anastas Mikoyan
- 2017 : Ghost Stories de Jeremy Dyson et Andy Nyman : Tony Matthews / l'homme de ménage de l'hôpital
- 2018 : Gentlemen cambrioleurs (King of Thieves) de James Marsh : Carl Wood
- 2019 : The Personal History of David Copperfield d'Armando Iannucci

### comme scénariste
- 2005 : Help (série télévisée)
- 1990 : The Craig Ferguson Show (TV)
- 1991 : The Craig Ferguson Story (TV)
- 1994 : Smashey and Nicey, the End of an Era (TV)
- 1998 : The Fast Show Live (vidéo)
- 1998 : Ted & Ralph (TV)
- 2003 : The Fast Show Farewell Tour (TV)

### comme producteur
- 1994 : The Fast Show ("The Fast Show") (série télévisée)
- 1998 : The Fast Show Live (vidéo)
- 1998 : Ted & Ralph (TV)
- 2001 : Happiness (série télévisée)
- 2003 : The Fast Show Farewell Tour (TV)